# 長龍寺 (杉並区)
長龍寺（ちょうりゅうじ）は、東京都杉並区にある曹洞宗の寺院。

## 概要
1593年（文禄2年）、徳川家康の家臣の河野盛政の開基である。麹町四番町（現・東京都千代田区四番町）の河野家の屋敷内に寺を設けたのが由来である。
1616年（元和2年）、市ヶ谷左内坂（現・新宿区市谷左内町）に移転した。
江戸時代は、開基の河野家をはじめ、旗本など76家の菩提寺となっており、大変栄えたという。
1909年（明治42年）、陸軍士官学校（現・防衛省市ヶ谷地区）拡張工事のため、宗泰院とともに現在地に移転した。

## 境内
- 地蔵堂

地蔵菩薩像「豆腐地蔵尊」を安置している。昔、豆腐を買いに来る一人の僧侶がおり、この僧侶が立ち去った後に小銭を見ると木の葉が入っていた。一種の詐欺犯罪ということで、役人が張り込んでいたところ、この僧侶が現れた。役人が呼び止めると逃げ出したので、一太刀を浴びせた。するとこの僧侶の姿が消え、血痕だけが残っていた。血痕を辿ると長龍寺の地蔵に行きつき、刀の傷跡が残っていた。そこで、豆腐を買いに来る僧侶がこの地蔵であることが分かった。豆腐屋の主は、毎日この地蔵に豆腐をお供えしたところ、店が繁盛するようになったという。

## 墓所
- 武田信恵（武田信玄の叔父）
- 長坂信政（徳川家家臣、子孫は旗本となる。）

## 交通アクセス
- 地下鉄丸ノ内線新高円寺駅より徒歩5分。
- 中央線快速・高円寺駅より徒歩10分